# Kathrin Bringmann
Kathrin Bringmann (Münster, Alemanya, 8 maig 1977) és una matemàtica especialitzada en teoria de nombres alemanya de la Universitat de Colònia, que ha fet contribucions fonamentals en la teoria de les funcions theta falses.

## Educació i carrera
Kathrin Bringmann va néixer el 8 de maig de 1977, a Münster, Alemanya. Superà els exàmens estatals en matemàtiques i teologia a la Universitat de Würzburg, Alemanya, l'any 2002, i va obtenir un diploma en matemàtiques a Würzburg al 2003. Va obtenir el doctorat l'any 2004 a la Universitat de Heilberg sota la supervisió de Winfried Kohnen.
Des del 2004 fins al 2007, va ser professora ajudant d'Edward Burr van Vleck a la Universitat de Wisconsin on va començar la seva col·laboració amb Ken Ono. Després de treballar breument com a professora ajudant a la Universitat de Minnesota, es va incorporar a la Universitat de Colònia, Alemanya, com a professora.

## Reconeixement
Se li va atorgar a Bringmann el premi Alfried Krupp-Förderpreis per Professors Joves, un premi d'un milió d'euros concedit per la Fundació Alfried Krupp von Bohlen und Halbach. És la tercera dona a guanyar aquest premi. També li va ser atorgat el Premi SASTRA Ramanujan l'any 2009 per les seves contribucions en "les àrees de matemàtiques influïdes per l'obra del geni Srinivasa Ramanujan."
Va ser la conferenciant Emmy Noether de la Societat Matemàtica alemanya l'any 2015.
Un llibre de Bringmann amb Amanda Folsom, Ken Ono, i Larry Rolen, Harmonic Maass Forms and Mock Modular Forms: Theory and Applications (Amer. Math. Soc., 2018), va guanyar el Premi de Prosa de Millor Llibre d'erudits en Matemàtiques de l'Associació d'Editors americans l'any 2018.